# Stanoje Akšić
Stanoje Akšić (1921 - 1970) was een Joegoslavisch politicus van de partij Liga van Communisten van Kosovo (Savez Komunista Kosovo (i Metohija), SKK), de toen enige partij van Kosovo.
Van 18 juni 1963 tot 24 juni 1967 was hij parlementair president in de Autonome Provincie Kosovo en Metohija, de naam van Kosovo tussen 1946 tot 1974 als onderdeel van de republiek Servië in de federatie Joegoslavië.
Zijn voorganger was Dušan Mugoša en zijn opvolger Fadil Hoxha, die daarmee zijn tweede termijn had.
- International Standard Name Identifier: 0000 0001 1388 8908
- Library of Congress Control Number: nr89007388
- Nederlandse Thesaurus van Auteursnamen: 068098235
- Système universitaire de documentation: 13726660X
- Virtual International Authority File: 166521926
- WorldCat: E39PBJkXq9dgpDmtFfPkCmCqQq